# یورگن برینگر
یورگن برینگر (به آلمانی: Jürgen Bähringer) بازیکن فوتبال و مهاجم اهل آلمان شرقی بود که از سال ۱۹۸۰ میلادی عضو تیم ملی فوتبال آلمان شرقی بوده‌است. وی در ۱ بازی ملی حضور داشته و در بازی‌های ملی‌اش گلی به ثمر نرساند. یورگن بهرینگر آخرین بازی ملی خود را در سال ۱۹۸۰ میلادی انجام داد.